# Arthur Vinton
Pour les articles homonymes, voir Vinton.
Arthur Vinton, né Albert Hozel à New York le 10 décembre 1896, et mort à Guadalajara le 26 février 1963, est un acteur américain.

## Filmographie
- 1931 : The Viking, de Varick Frissell et George Melford : Jed Nelson
- 1933 : The Avenger d'Edwin L. Marin : James Gordon
- 1933 : L'Irrésistible (Son of a Sailor) de Lloyd Bacon : Vincent
- 1933 : Gambling Ship de Louis J. Gasnier et Max Marcin : Joe Burke
- 1933 : Lilly Turner de William A. Wellman : Sam Waxman
- 1933 : Héros à vendre (Heroes for Sale) de William A. Wellman : Le capitaine Joyce
- 1933 : Le Signal (Central Airport) de William A. Wellman et Alfred E. Green : Gérant de l'aéroport d'Amarillo
- 1933 : Un danger public de Lloyd Bacon : John, le gardien en chef
- 1933 : Blondie Johnson de Ray Enright : Max Wagner
- 1934 : Dames (Dames) de Ray Enright et Busby Berkeley : Bulger, garde du corps de Ounce
- 1934 : Franc jeu (Gambling Lady) d'Archie Mayo : Jim Fallin
- 1935 : Little Big Shot de Michael Curtiz : Kell
- 1935 : Mexico et retour (Red Salute) de Sidney Lanfield : Joe Beal